# Тасаши
Тасаши́ (каз. Тасашы) — село у складі Кегенського району Алматинської області Казахстану. Входить до складу Тасашинського сільського округу.
У радянські часи село називалось Тасаші.
Населення — 142 особи (2021; 671 у 2009, 895 у 1999, 339 у 1989).